# Petit tubercule de l'humérus
Le petit tubercule de l'humérus (ou trochin ou petite tubérosité de l'humérus) est une saillie sur la face antérieure de l'humérus en dedans du grand tubercule de l'humérus.
Il donne insertion au muscle subscapulaire.
Il est séparé du grand tubercule de l'humérus par le sillon intertuberculaire.